# Chitaura elegans
Chitaura elegans es una especie de saltamontes del género Chitaura, perteneciente a la subfamilia Oxyinae de la familia Acrididae. Esta especie se encuentra en el Sudeste asiático.

## Subespecies
Las siguientes subespecies pertenecen a la especie Chitaura elegans:
- Chitaura elegans diluta Ramme, 1941
- Chitaura elegans elegans Ramme, 1941